# حمدان طه
حمدان طه هو عالم آثار فلسطيني. وٌلد ونشأ في بلدة الشيوخ، الخليلدرس علم الآثار في جامعات بيرزيت والأردن وجامعة برلين الحرة حيث حصل على درجة البكالوريوس والماجستير والدكتوراه في الفلسفة على التوالي.

## مسيرته المهنية
في عام 1990 انضم طه إلى المعهد الفلسطيني للآثار التابع لجامعة بيرزيت، كأستاذ في علم الآثار، وعمل هناك لمدة عامين.
شارك طه في إنشاء دائرة الآثار والتراث الثقافي الفلسطينية عام 1994، وكان مديرها العام من عام 1995 إلى عام 2004. منذ عام 199، أصبحت السلطة الفلسطينية مسؤولة عن الآثار في قطاع غزة والمناطق (أ) و(ب) في الضفة الغربية، وبعض أجزاء المنطقة (ج) وبصفته هذه، شارك طه في عدد من المشاريع الأثرية، وقاد عمليات التنقيب الإنقاذية في أريحا في عام 1997 مع نيكولو ماركيتي، وفي خربة بلعمة في عامي 1997-1998، وفي موقع دير بير الحمام على جبل جرزيم في عام 2001 إلى جانب معين صادق، مدير دائرة الآثار في غزة، شارك طه في المفاوضات مع إسرائيل بشأن إعادة القطع الأثرية التي تم التنقيب عنها في فلسطين أثناء الاحتلال الإسرائيلي.
في عام 2002، اندمجت دائرة الآثار والتراث الثقافي مع دائرة التراث الثقافي وأصبحت جزءًا من وزارة السياحة والآثار، ومنذ عام 2004 عمل طه وكيلاً مساعداً لقطاع الآثار والتراث الثقافي حتى عام 2012، ثم وكيلاً لوزارة السياحة والآثار حتى عام 2014، دعا طه إلى انضمام فلسطين إلى اليونسكووكان بعد ذلك منسقًا لمبادرات التراث العالمي في فلسطين. خلال هذا الوقت، ظل منخرطًا في مشاريع العمل الميداني وقاد حفريات بحثية مع دونالد ويتكومب في قصر هشام، وهو موقع أثري إسلامي مبكر في الضفة الغربية، من عام 2006 حتى عام 2014 عندما تقاعد طه.
استخدم طه منصبه للإصرار على أن المشاريع الدولية في المواقع الأثرية في فلسطين تنطوي على التعاون مع علماء الآثار الفلسطينيين يصف طه علم الآثار الذي يقوده الفلسطينيون بأنه يهدف إلى "كتابة سرد شامل للتاريخ الفلسطيني، بالاعتماد على المصادر الأولية التي تتضمن أصوات جميع الشعوب والمجموعات والثقافات والأديان التي عاشت على أرض فلسطين" كما انتقد أيضًا نهج الحكومة الإسرائيلية تجاه التراث في المنطقة عندما أقام متحف إسرائيل معرضًا عن الملك هيرودس في عام 2013، انتقد طه عرض القطع الأثرية التي تم التنقيب عنها في الضفة الغربية والتي تم إزالتها دون التشاور مع السلطات الفلسطينية.